# مدرسه هنر ریگا

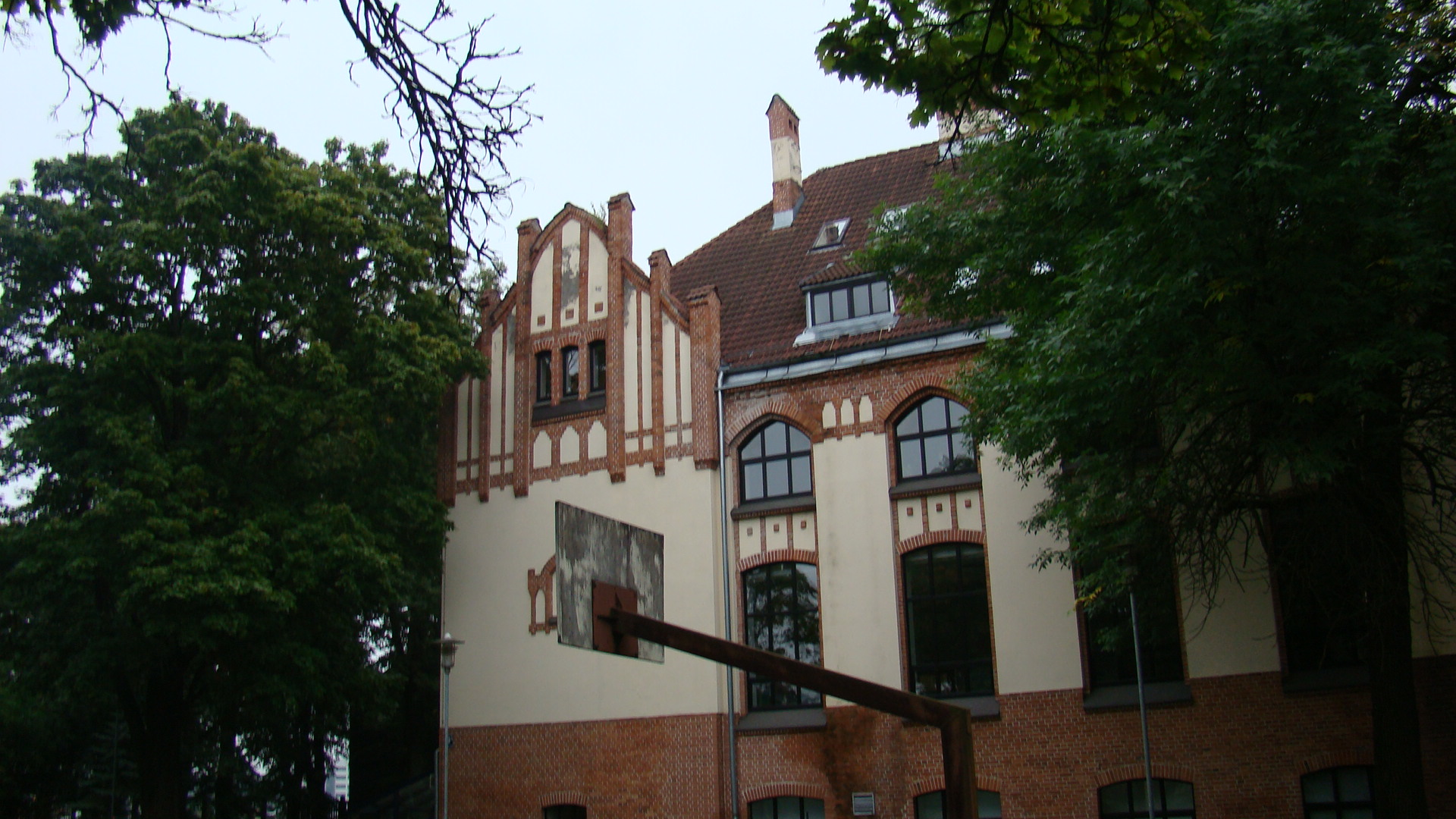
مدرسه هنری یانیس روزنتالز

مدرسه هنر ریگا یا مدرسه هنر یانیس روزنتالز (به لتونی: Janis Rozentāls Art School, JRMS) یک مدرسه هنر در لتونی است که هنرهای آکادمیک طراحی، نقاشی و ترکیب بندی - و همچنین گرافیک و طراحی را آموزش می‌دهد.
دبیرستان هنر در سال ۱۸۹۵ آغاز شد، زمانی که انجمن نقاشان لتونی یک مدرسه نقاش تأسیس کرد. در سال ۱۹۲۸ مدرسه نام خود را به مدرسه حرفه ای انجمن نقاشان لتونی تغییر داد (به زبان لتونی: مدرسه متوسطه هنر لتونی) که دوباره در سال ۱۹۴۴ به مدرسه متوسطه هنر ریگا و در سال ۱۹۴۶ به دبیرستان هنری یانیس روزنتالز، در سال ۱۹۹۸ به کالج هنری Janis Rozentals (لتونی: Janis Rozentals Riga Art College)، در ۱۸ مارس ۲۰۰۲ به دبیرستان هنری یانیس روزنتالز ریگا (لتونی: Janis Rozentals Riga Art School) تغییر یافت.